# Аль-Сиаснех, Муавия
Муавия аль-Сиаснех (араб. معاوية الصياصنة; род 1996 или 1997, Даръа, Даръа, Сирия) — сирийский подросток, известный своей ролью в событиях, которые спровоцировали гражданскую войну в Сирии. В марте 2011 года 14-летний Сиаснех и его друзья нарисовали антиправительственные граффити на стенах своей школы в Даръа. Некоторые считают, что инцидент с граффити послужил толчком к началу массовых протестов против режима президента Башара Асада, и которые в конечном итоге переросли в гражданскую войну.

## Биография
Муавия аль-Сиаснех родился и вырос в южносирийском городе Даръа, который позже считался «колыбелью сирийской революции». Сиаснех вырос в консервативной суннитской семье в обществе с высоким уровнем безработицы и ограниченными возможностями для молодежи. Сиаснех столкнулся с трудностями при авторитарном правлении Башара Асада, с приходом начальника службы безопасности Атефа Наджиба, его приход ухудшил условия и усилил общественное недовольство.
«В начале 2011 года, когда протесты, известные как Арабская весна, распространились по региону, Политическая безопасность в Даръа задержала ряд детей, обвиняемых в написании антирежимных лозунгов на стенах. Сообщается, что их лично пытал Атеф Наджиб, который выдвигал обвинения и оскорбительные заявления в адрес Хуран и отказывался отпускать их к семьям, что спровоцировало сирийскую революцию в Даръа».

## Граффити
В феврале 2011 года, вдохновленные протестами Арабской весны в Египте и Тунисе, Сиаснех и его друзья написали краской из баллончика слова «Ejak el door, ya doctor», что переводится с арабского языка как «Ваша очередь пришла, о доктор», имея в виду Башара Асада, который получил специальность офтальмолога, прежде чем стать президентом Сирии. После этого их задержала на 26 дней сирийская тайная полиция Мухабарат, где как сообщается, их пытали и подвергали жестокому обращению. «Самым ужасным была пытка электрошоком», — рассказал Сиаснех, добавив: «Они отвели меня в ванную, где было очень мокро, и включили душ. Они пропускали ток через воду и на мою спину. Я чувствовал удар током везде, куда попадала вода». После этого тысячи людей вышли на улицы, требуя их освобождения. Когда правительство жестоко подавило эти демонстрации, беспорядки распространились по всей стране, ознаменовав начало гражданской войны в Сирии.

## Гражданская война
Инцидент с граффити считается одной из ранних искр сирийской революции. Хоть Сиаснех не намеревался инициировать общенациональное движение, событие совпало с растущим недовольством президентством Башара Асада. Протесты в Даръа обострились, способствуя более масштабным беспорядкам, которые позже переросли в гражданскую войну.
Позже Сиаснех присоединился к Свободной сирийской армии и участвовал в боях против правительственных войск. В 2013 году его отец, отставной инженер-архитектор, был убит ракетой по пути в мечеть. После этого Сиаснех решил взяться за оружие, заявив: «Я никогда не думал о том, чтобы стрелять в кого-то до этого, но он был всей моей жизнью, и я хотел сражаться за него».
Он продолжает жить в Даръа в частично разрушенном доме своего детства со своей овдовевшей матерью и братьями и сестрами. Сирийское восстание и 13-летняя гражданская война, начавшиеся после граффити Сиаснеха продолжаются досих пор.